# Bonne pratique agricole
Pour les articles homonymes, voir BPA et BPP.
Bonnes pratiques agricoles (BPA) est une dénomination usitée par différents organismes liés à l'agriculture. Ce vocable nomme un ensemble de règles à respecter (la bonne pratique) dans l’implantation et la conduite des cultures de façon à optimiser la production agricole, tout en réduisant le plus possible les risques liés à ces pratiques, tant vis-à-vis de l’homme que vis-à-vis de l’environnement.
Dans la littérature technique, cette expression est souvent abrégée par le sigle BPA.
En matière de protection des plantes, on peut également les nommer « bonnes pratiques phytosanitaires (BPP) ».

## Enjeux
L'agriculture contribue au réchauffement climatique. En France, l'agriculture est responsable de 24 % des émissions de gaz à effet de serre. Les trois gaz émis sont le protoxyde d'azote (N20), le méthane (CH4) et le dioxyde de carbone (CO2).

## En Europe / France
En France, un  « code national des bonnes pratiques agricoles », d'application volontaire en dehors des zones vulnérables, a été défini en application de la directive européenne 91/676/CEE du 12 décembre 1991, dite directive Nitrates. Sa rédaction a été assurée par le Comité d'orientation pour des pratiques agricoles respectueuses de l'environnement (Corpen).
Le plan d'action Écophyto 2018, dans son axe 2, a vocation à généraliser les meilleures pratiques agricoles économes en pesticides.